# Andrij Protsenko
Andrij Oleksijovytsj Protsenko (Oekraïens: Андрій Олексійович Проценко) (Cherson, 20 mei 1988) is een Oekraïens atleet, gespecialiseerd in het hoogspringen. Hij is meervoudig medaillewinnaar op wereld- en Europese kampioenschappen en behoort tot de zestien atleten die de 2,40 meter ooit hebben overschreden (peildatum 8 juni 2025). Hij nam viermaal deel aan de Olympische Spelen, waarbij hij in 2016 met een vierde plaats het dichtst bij de medailles eindigde.

## Carrière
Protsenko begon zijn internationale carrière met een zilveren medaille op de Europese juniorenkampioenschappen U20 van 2007 in Hengelo. Twee jaar later, in 2009, won hij brons op de EK U23 in Kaunas. Zijn doorbraak op seniorenniveau kwam in 2014, toen hij brons veroverde op de wereldindoorkampioenschappen in Sopot en zilver op de Europese kampioenschappen in Zürich. Jaren later werd zijn bronzen medaille van de WK indoor in Sopot omgezet in een zilveren, nadat was aangetoond, dat de aanvankelijk als tweede geëindigde Ivan Oechov deel had uitgemaakt van het Russische staatsdopingprogramma. Een dopingschorsing van vier jaar volgde en alle tussen 16 juli 2012 en 31 december 2015 geleverde prestaties van de Rus werden geschrapt.
Zijn persoonlijk record van 2,40 m realiseerde Potsenko op 3 juli 2014 tijdens de Athletissima in Lausanne. Daarmee voegde hij zich bij de top van de atleten in de wereldranglijst aller tijden die de grens van 2,40 m waren gepasseerd. 
In 2019 won hij het hoogspringen tijdens de Weltklasse Zürich, de finale-wedstrijd van de Diamond League-serie van dat jaar, met een sprong van 2,32 m, wat hem tevens een wildcard opleverde voor de wereldkampioenschappen in Doha. Daar wist hij met 2,26 niet door te dringen tot de finale.
Tijdens de WK van 2022 in Eugene won Protsenko brons met een sprong over 2,33. Deze prestatie was opmerkelijk, aangezien hij eerder dat jaar zijn woonplaats in de bezette regio Cherson had moeten ontvluchten vanwege de Russische invasie. Ondanks beperkte trainingsmogelijkheden wist hij zich voor te bereiden in Portugal en Spanje. Een maand na Eugene veroverde hij tijdens de EK in München eveneens de bronzen medaille. Ditmaal hoefde hij daar 'slechts' 2,27 voor te springen.
In 2023 behaalde Protsenko zilver op de EK indoor in Istanbul met een sprong van 2,29.

## Titels
- Balkan kampioen hoogspringen - 2020
- Oekraïens kampioen hoogspringen - 2012, 2018, 2019, 2020, 2021
- Oekraïens indoorkampioen hoogspringen - 2018, 2019, 2021

## Persoonlijke records
| Onderdeel              | Prestatie | Locatie  | Datum     |
| ---------------------- | --------- | -------- | --------- |
| Hoogspringen (outdoor) | 2,40 m    | Lausanne | juli 2014 |
| Hoogspringen (indoor)  | 2,36 m    | Sopot    | 2014      |

## Palmares

### hoogspringen
- 2007:  EK U20 in Hengelo – 2,21 m
- 2009:  EK U23 in Kaunas – 2,24 m
- 2010:  EK voor landenteams in Bergen (Noorwegen)  - 2,22 m
- 2012:  Oekraïense kamp. – 2,31 m
- 2012: 8e OS – 2,25 m (in kwal. 2,29 m)
- 2013:  Universiade – 2,31 m
- 2014:  WK indoor – 2,36 m
- 2014:  EK voor landenteams in Braunschweig  - 2,30 m
- 2014:  EK – 2,33 m
- 2015: 5e EK indoor – 2,28 m
- 2016: 7e WK indoor – 2,29 m
- 2016: 4e OS – 2,33 m
- 2018:  Oekraïense indoorkamp. – 2,29 m
- 2018:  Oekraïense kamp. – 2,26 m
- 2018: 5e EK – 2,24 m
- 2019:  Oekraïense indoorkamp. – 2,30 m
- 2019:  EK indoor – 2,26 m
- 2019:  Oekraïense kamp. – 2,23 m
- 2019: 8e in kwal. WK - 2,26 m
- 2020:  Oekraïense kamp. – 2,30 m
- 2020:  Balkan kamp. – 2,25 m
- 2021:  Oekraïense indoorkamp. – 2,28 m
- 2021:  Oekraïense kamp. – 2,26 m
- 2021: 9e in kwal. OS – 2,25 m
- 2022:  WK - 2,33 m
- 2022:  EK – 2,27 m
- 2023:  EK indoor – 2,29 m
- 2023: 11e WK - 2,25 m - (in kwal. 2,28)
- 2024: 11e WK indoor - 2,15 m
- 2024: NM in kwal. OS

Diamond-League overwinningen
- 2017:  Meeting International Mohammed VI d'Athlétisme de Rabat – 2,29 m
- 2019:  Weltklasse Zürich – 2,32 m
- 2019:   Diamond League
- 2020:  Herculis – 2,30 m
- 2022:  Meeting de Paris – 2,24 m